# Verreauxsifaka
De Verreaux's sifaka (Propithecus verreauxi) is een zoogdier uit de familie van de indriachtigen (Indriidae). De wetenschappelijke naam van de soort werd voor het eerst geldig gepubliceerd door Alfred Grandidier in 1867, die hem vernoemde naar de Franse bioloog Jules Verreaux.

## Kenmerken
Deze grote, overwegend witte sifaka heeft bruinzwarte partijen op het gelaat, de kruin en aan de onderzijde van de krachtige poten. De lichaamslengte bedraagt 43 tot 45 cm, de staartlengte 56 tot 60 cm en het gewicht 3 tot 5 kg.

## Leefwijze
Dit dier verplaatst zich met grote, veerkrachtige sprongen in meestal doornige bomen. Zijn voedsel bestaat uit bladeren, vruchten, bloemen en diverse soorten bast. Sifaka’s hebben een karakteristieke roep, die ze laten horen bij territorium- of grensconflicten met naburige groepen. In tegenstelling tot de andere sifaka's beweegt de Verraux's sifaka zich met zijwaartse sprongen over de grond. Alle andere sifaka soorten springen voorwaarts.

## Verspreiding
Deze in groepsverband levende soort komt voor in de tropische bossen van West- en Zuid-Madagaskar. Isalo National Park is bij uitstek een geschikte plaats om de Verraux's sifaka te spotten.